# Karak Nuh
Karak Nuh (àrab: كرك نوح, Karak Nūḥ) és una vila del Líban a la vall de la Bekaa, prop de Zahle, a la carretera de Baalbek. Inicialmentportà el nom d'al-Karak i des d'època mameluca el de Karak Nuh per una tomba de pedra que segons la tradició seria la tomba de Noé que ja existia al segle x (esmentada per al-Mukaddasi) i encara es pot veure. L'edifici on està el cenotafi de pedra està al costat d'un oratori; hi ha diverses inscripcions del segle xiv (decrets). Fou la capital de la Bekaa en el període mameluc.